# Deutsche Muslim-Liga Hamburg
La Ligue allemande musulmane (Hambourg) (Deutsche Muslim-Liga Hamburg) est la plus ancienne organisation islamique allemande. Elle a été fondée en 1952 à Hambourg, entre autres par le gérant ultérieur de la Konig-Fahd-Akademie (Bonn) saoudienne. Il est vice-président du Conseil central des musulmans d'Allemagne.